# Casinoplein (Gent)
Het Casinoplein is een plein in het centrum van de Vlaamse stad Gent. Het plein werd aangelegd in het begin van de negentiende eeuw, om een mooie toegang te vormen voor het toen nieuwgebouwde Casino van Gent.
Vroeger was het een straat met de naam 'Meulegat', een naam die verwees naar de verschillende molens aan de Coupure. Op dit moment staat op het plein een standbeeld van Karel Miry omgeven door oude platanen. Het casino zelf is al sinds het begin van de twintigste eeuw verdwenen.